# Andalucía Exprés
Pour les articles homonymes, voir Andalucia (homonymie).
L'Andalucía Exprés est un réseau de trains de voyageurs exploité par la Renfe en Andalousie pour desservir les destinations situées à l'intérieur d'une région administrative, ainsi que les gares proches des régions voisines. C'est aujourd'hui une marque commerciale de la RENFE.

## Service
Services pour les lignes A1, A2, A4 et A7  avec les trains de la  série 470 et R-598.
| Lignes | Trajet                                 | Villes desservies |
| ------ | -------------------------------------- | --- |
| A1     | Séville - Jerez de la Frontera - Cadix | Séville-Santa Justa - Sevilla-San Bernardo - Séville-Virgen del Rocío - Dos Hermanas - Utrera - Las Cabezas - Lebrija - Jerez de la Frontera - El Puerto de Santa María - Puerto Real - San Fernando-Bahía Sur - San Fernando-Estadio - Segunda Aguada - Cádix |
| A2     | Séville - Cordoue - Jaén               | Séville-Santa Justa - Los Rosales - Lora del Río - Peñaflor - Palma del Río - Posadas - Cordoue-Central - Villa del Río - Andújar - Espeluy - Jaén |
| A3     | Séville - Grenade - Almería            | Séville-Santa Justa - Sevilla-San Bernardo - Dos Hermanas - Marchena - Osuna - Pedrera - Antequera-Santa Ana - San Francisco de Loja - Grenade - Iznalloz - Moreda - Benalúa - Guadix - Fiñana - Gergal - Gador - Almería-Intermodal |
| A3     | Séville - Malaga                       | Séville-Santa Justa - Sevilla-San Bernardo - Dos Hermanas - Marchena - Osuna - Pedrera - Bobadilla - El Chorro - Las Mellizas - Álora - Málaga-María Zambrano |
| A4     | Cordoue - Bobadilla                    | Cordoue-Central - Montilla - Aguilar de la Frontera - Puente Genil - Casariche - La Roda de Andalucía - Fuente de la Piedra - Bobadilla |
| A5     | Algésiras - Ronda - Grenade            | Algésiras - Los Barrios - San Roque-La Línea - Almoraima - Jimena de la Frontera - San Pablo - Gaucín - Cortes de la Frontera - Jimena de Líbar - Benaoján - Arriate - Ronda - Setenil - Almargen - Teba - Campillos - Bobadilla - Antequera - San Francisco de Loja - Grenade |
| A6     | Grenade - Linares-Baeza                | Grenade - Iznalloz - Moreda - Alamedilla - Cabra del Santo Cristo - Huesa - Larva - Los Propios y Cazorla - Jódar-Úbeda - Linares-Baeza |
| A7     | Séville - Huelva - Zafra               | Séville-Santa Justa - Carrión de los Céspedes - Escacena - La Palma del Condado - Villarrasa - Niebla-Punta del Buey - San Juan del Puerto - Huelva-Termino - Gibraleón - Belmonte - El Cobujón - Los Milanos - Calañas - El Tamujoso - Valdelamusa - Gil Márquez - Almonaster-Cortegana - Jabugo-Galaroza - Cumbres Mayores - Fregenal de la Sierra - Valencia del Ventoso - Medina de las Torres - Zafra |
| A8     | Séville - Mérida - Plasencia           | Séville-Santa Justa - La Rinconada - Brenes - Cantillana - Los Rosales - Tocina - Alcolea del Río - Villanueva del Río Minas - Pedroso - Fábrica de Pedroso - Cazalla-Constantina - Alanis - Guadalcanal - Fuente del Arco - Llerena - Zafra - Los Santos de Maimona - Villafranca de los Barros - Almendralejo - Calamonte - Mérida - Aljucén - Cáceres - Plasencia                                       |